# Амундсен (залив в Канада)
Вижте пояснителната страница за други значения на Амундсен.
Амундсен (на английски: Amundsen Gulf) е голям залив в югоизточната част на море Бофорт, разположен между северния бряг на Северна Америка на юг и южните брегове на островите Банкс и Виктория на север, принадлежащ административно към Северозападните територии на Канада. Дължината му от запад на изток е 445 km, ширината – до 213 km, а максималната дълбочина – до 285 m. Явява се краен, западен участък на три от трасетата на Северозападния морски път (виж статията за Северозападния морски път).
На запад заливът Амундсен се свързва с море Бофорт, като границата се прекарва от нос Келет (на остров Банкс) на север до нос Батърст (на континента) на юг. На север се свързва с протока Принц на Уелс (между островите Банкс и Виктория), а на югоизток – с протока Долфин енд Юниън (между остров Виктория и континента). Бреговете му са предимно ниски, плоски, на места заблатени и силно разчленени. Дълбоко навътре в континента и в двата острова се вдават заливите: в континента – Франклин (80 km) и Дарнли (75 km); в остров Виктория – Принц Албърт (230 km), Минто (115 km) и Уолкър; в остров Банкс – Де Сали и Тесиджър. В него се вливат множество реки, като най-голямата е Хорнадей (309 km), вливаща се в залива Дарнли. Районът на залива се намира в климатичния пояс на арктичната тундра, който се характеризира с изключително сурови зими. В разгара на арктичната зима, целия залив се покрива с дебел морски лед. Обичайно ледът се разтопява чак в края на юли или началото на август. Във водите му обитават китове белуга, арктическа пъстърва, полярна треска.
Заливът Амундсен е открит и първично е изследван и картиран южния му континентален бряг през 1826 г. от шотландския полярен изследовател Джон Ричардсън, участник в експедицията на Джон Франклин. Северните му брегове са открити, изследвани и картирани от английският полярен изследовател Робърт Макклур през 1850 г. Наименуван е в чест на великия норвежки полярен изследовател Руал Амундсен, който през 1903 – 1906 г. извършва първото плаване по т.нар. Северозападен морски път, по време на третото принудително зимуване (1905 – 1906) на малкия остров Хешел, извършва допълнителни детайлни изследвания и картирания на част от бреговете му.